# Пастушок сулавеський
Пастушок сулавеський (Aramidopsis plateni) — вид журавлеподібних птахів родини пастушкових (Rallidae). Ендемік Індонезії.

## Поширення
Вид поширений на острові Сулавесі, де він відомий на низовинах і пагорбах у північній, центральній і південно-східній частинах острова. Ще одна популяція була знайдена на острові Бутон у 1995 році. Населяє густу рослинність у вологих місцях, включаючи непрохідні зарості бамбука і ліан в лісах, ротанга у вторинних лісах або слонову траву та кущі на схилах півострова Мінагаса.

## Опис
Пастушок середнього розміру (29–30 см завдовжки). Потайний і нелітаючий пастушок, добре пристосований до життя в лісі. Оперення переважно сіре, з рудою плямою на задній частині шиї, білим горлом і коричневими крилами і хвостом. Бока вкриті чорно-білими смугами. Самиці схожі, але мають більшу червонувату пляму на шиї та меншу білу пляму на горлі.

## Спосіб життя
Це нелітаючий пастушок, що мешкає в тропічних, низинних вічнозелених і нижніх гірських тропічних лісах, особливо в місцях існування з густою рослинністю, на узліссях або густих підлісках первинного лісу, від рівня моря до 1000 м. Потоки, вологі яри та густі вторинні рослини (у місцях, де переважають ротанг, ліани та бамбук) є важливими ознаками середовища існування. Він також був виявлений у густих низьких лісах/чагарниках на нещодавно покинутих рисових полях, тому його вимоги до середовища існування видаються більш гнучкими, ніж вважалося спочатку. Повідомляється, що його раціон складається переважно з дрібних крабів.